# Ізоціанова кислота
Ізоціа́нова кислота — органічна сполука складу HNCO. За звичайних умов є безбарвною і токсичною рідиною із різким запахом, схожим з запахом оцтової кислоти.
Ізоціанова кислота є стабільною таутомерною формою ціанової кислоти HOCN. Солі ціанової кислоти вперше описані Фрідріхом Велером у 1824 р., а сама ціанова кислота отримана Лібіхом і Велером у 1830 р.

## Отримання
Лабораторним методом синтезу ізоціанової кислоти є термічне розкладання ціанурової кислоти. Реакцію проводять при ~400 °C, використовуючи очищену ціанурову кислоту (домішки можуть призвести до вибухового розкладання).
В промисловості ізоціанову кислоту отримують каталітичним окисленням синильної кислоти при 630—650 °C на контактній сітці із золота.

## Хімічні властивості
Ізоціанова кислота є слабкою кислотою (Ka  = 3,47× 10−4 у водних розчинах), стабільна в розчинах в діетиловому ефірі, бензолі і толуолі; у водних розчинах гідролізується з утворенням діоксиду вуглецю та аміаку, гідроліз прискорюється в присутності мінеральних кислот:
HNCO + H2O → NH3 + CO2
Атом вуглецю ізоціанова кислоти є електрофільні центром: ціанових кислота взаємодіє з такими нуклеофилами, як аміак, аміни і спирти, утворюючи відповідні продукти приєднання.
При взаємодії ізоціанова кислоти зі спиртами утворюються уретан :
ROH + HNCO → H2NCOOR ,
які з надлишком ізоціанова кислоти утворюють ефіри аллофановой кислоти :
HNCO + H2N-CO-COOR → H2N-СО-NH-COOR
Взаємодія ізоціанової кислоти з аміаком веде до утворення ціанату амонію, який при нагріванні ізомеризується в сечовину. Ця реакція, відкрита Велером у 1828 р., стала першим синтезом органічної сполуки з неорганічних речовин:
Аналогічно реагує ізоціанова кислота і з іншими азотистими нуклеофілами. Так, аміни приєднуються до неї з утворенням заміщених сечовин:
RNH2 + HNCO → RNHCONH2
і гідразин, який утворює в реакції з ізоціановою кислотою семікарбазид:
NH2NH2 + HNCO → NH2NHCONH2
Безводна ізоціанова кислота мимовільно полімеризується в тверду білу масу, що складається переважно з ціамеліду — лінійного полімеру [-OC(=NH)-]n, який при нагріванні деполімеризуються з утворенням вихідної кислоти.
Під дією тріетилфосфіну і третинних амінів ізоціанова кислота трімерізуется з утворенням ціанурової кислоти (2,3,5-тригідрокси-сим-триазину).
Подібно до мінеральних кислот, ізоціанова кислота приєднується до алкенів з утворенням алкілізоціанатів. Найлегше реагують алкени з термінальною подвійним зв'язком і електродонорним замісником при подвійному зв'язку, наприклад, вінілові ефіри:
RO-CH=CH2 + HNCO → RO-CH(CH3)-N=C=O
Аналогічно з ізоціановою кислотою реагують і стирол та його гомологи, ізопрен й інші алкени. Проведення реакції з неактивованими електродонорними замісниками алкенами йде у більш жорстких умовах і в присутності каталізаторів (ефірат трифториду бору, п-толуолсульфокислоти).